# JS Shirane (DDH-143)
Shirane (しらね Shi-ra-ne) (DDG-143) là một tàu chiến lớp Shirane thuộc biên chế Lực lượng Phòng vệ Biển Nhật Bản (JMSDF). Tàu được đóng bởi Ishikawajima-Harima ở Tokyo vào ngày 25 tháng 2 năm 1977; hạ thủy vào ngày 18 tháng 9 năm 1978; và được nhập biên chế vào ngày 17 tháng 3 năm 1980. Tàu đã ngừng hoạt động vào ngày 25 tháng 3 năm 2015 vì lớp "Shirane" đang dần dần được loại bỏ bằng cách mới hơn là lớp Izumo.

## Lịch sử hoạt động
Vào năm 1981,  Shirane  trở thành soái hạm của Hạm đội hộ tống số Một, có trụ sở tại Yokosuka. Năm sau, tàu tham dự cuộc tập trận Vành đai Thái Bình Dương (RIMPAC) đầu tiên của mình, RIMPAC 1982. Tàu tiếp tục tham dự các RIMPAC tiếp theo như RIMPAC 1988, RIMPAC 1998 và gần đây là RIMPAC 2012. Tàu đã tham gia vào nhiều cuộc tập trận do Hải quân Hoa Kỳ tổ thức vào năm 1985, 1987, và 1993. Cộng hoà Phi-líp-pin tổ chức các cuộc tập trận hải quân vào năm 1992 và năm 1993 rằng "Shirane" cũng tham dự. Khi trận động đất Great Hanshin xảy ra vào tháng 7 năm 1995,  Shirane  đã được sử dụng như một con tàu cứu hộ và cứu hộ. Năm 2003, bà tham dự một cuộc tập trận hải quân Nga gọi là SAREX; năm 2005, cô lại một lần nữa tham dự một cuộc tập trận hải quân Philippines, lần này gọi là PSIEX. Trong năm 2009, 'Shirane' đã được chuyển từ Escort Flotilla One sang Escort Flotilla Three, có trụ sở tại Maizuru, Kyoto.
Philippines tổ chức các cuộc tập trận hải quân vào năm 1992 và năm 1993, "Shirane" cũng đã tham dự. Khi trận Động đất Kobe xảy ra vào tháng 7 năm 1995, Shirane đã được sử dụng như một con tàu cứu hộ và cứu hộ. Năm 2003, tàu tham dự một cuộc tập trận "Tìm kiếm và cứu nạn" với Hải quân Nga còn gọi là SAREX vào năm 2005, tàu lại một lần nữa tham dự một cuộc tập trận hải quân Philippines, lần này gọi là PSIEX. Trong năm 2009, Shirane đã được chuyển từ Hạm đội hộ tống số Một sang Hạm đội hộ tống số Ba, có trụ sở tại Maizuru, Kyoto. Năm 2011, sau trận Động đất và sóng thần Tōhoku 2011, tàu đã được sử dụng như một con tàu cứu trợ. Năm 2012, cùng với việc tham dự RIMPAC, tàu cũng tham dự Tuần Lễ Hạm Đội Hải Quân, một truyền thống hải quân Hoa Kỳ, trong đó các tàu hải quân được trình diễn.

### Sự cố
Vào ngày 15 tháng 12 năm 2007, một đám cháy xảy ra trên tàu "Shirane" gần buồng lái khi nó được neo đậu tại Yokosuka. Phải mất 7 giờ để dập tắt và làm bị thương bốn thành viên thủy thủ đoàn.

### RIMPAC 2012
Shiranelà một trong ba tàu của Lực lượng Phòng vệ Biển Nhật Bản tham dự RIMPAC 2012, cùng với JDS Bungo MST-464 và tàu khu trục JDS Myōkō DDG-175.

### Tàu mục tiêu
Vào tháng 11 năm 2015, Bộ Quốc phòng Nhật Bản đã thông báo rằng  Shirane  sẽ được kiểm tra làm mục tiêu chống lại XASM-3 tên lửa chống hạm đội siêu thanh vào năm 2016.

## Hình ảnh

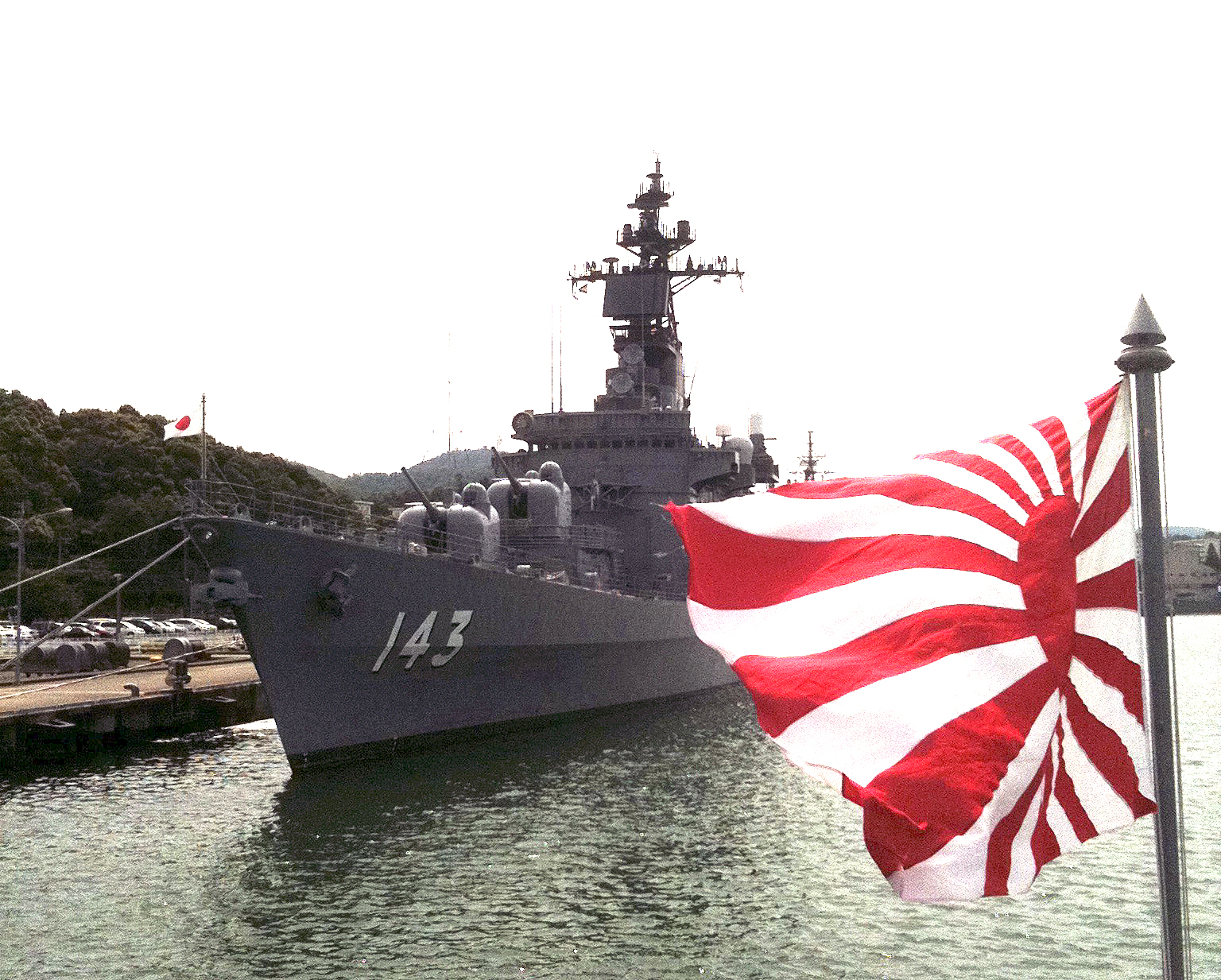
Shirane (DDH-143) tại Maizuru